# Mace Neufeld
Mace Neufeld (ur. 13 lipca 1928 w Nowym Jorku, zm. 20 stycznia 2022 w Beverly Hills) – amerykański producent filmowy.

## Filmografia
- 1976: Omen
- 1985: A Death in California
- 1994: Stan zagrożenia
- 2000: Próba sił
- 2009: Invictus – Niepokonany
- 2014: The Equalizer

## Nagrody i nominacje
Został nominowany nagrody Złotego Lauru, a także posiada swoją gwiazdę na Hollywoodzkiej Alei Gwiazd.